# فورت أغليثورب
فورت أغليثورب (بالإنجليزية: Fort Oglethorpe, Georgia)‏ هي مدينة تقع في مقاطعة كاتوسا، جورجيا, مقاطعة والكر، جورجيا بولاية جورجيا في الولايات المتحدة. تبلغ مساحة هذه المدينة 33.7 (كم²)، وترتفع عن سطح البحر 223 م، بلغ عدد سكانها 9263 نسمة في عام 2010 حسب إحصاء مكتب تعداد الولايات المتحدة.

## أعلام
- ديفيد فولر
- هويل إم. إستس الثاني
- جاكي ميتشيل

## وصلات خارجية
- www.fortogov.com
- Cities & Counties - Georgia.gov